# Anne-Claude Crémieux
Anne-Claude Crémieux (* 17. Januar 1955 in Boulogne-Billancourt) ist eine französische Infektiologin. Sie ist Professorin für Infektionskrankheiten an der Université Paris Cité und am Hôpital Saint-Louis. Sie ist Mitglied der Académie nationale de médecine.

## Leben

### Karriere
Von 1990 bis 2005 war Anne-Claude Crémieux Fachärztin für Innere Medizin am Krankenhaus Bichat-Claude-Bernard (AP-HP), wo sie auch das Zentrum für AIDS-Tests und übertragbare Infektionen leitete. Von Januar 2003 bis November 2005 war sie Beraterin des Gesundheitsministers unter Jean-François Mattei und Philippe Douste-Blazy (u. a. zuständig für AIDS, Gesundheitssicherheit im Gesundheitswesen und Infektionsschutz, Gesundheit und Prekarität, Impfungen, Drogen, Alkohol, Tabak).
Nach ihrer Ernennung zur Universitätsprofessorin und Krankenhausärztin war Anne-Claude Crémieux anschließend als Krankenhausärztin an der Universität Versailles und in der Abteilung für Infektionskrankheiten des Hôpital Raymond-Poincaré (AP-HP) tätig. Sie wurde zur Nationalärztin der Caisse centrale de la mutualité sociale agricole (CCMSA) ernannt und trat ihre Stelle im Oktober 2013 an.

### Kampf gegen die Covid-19-Pandémie
Anne-Claude Crémieux gehört neben Catherine Hill, Karine Lacombe und Dominique Costagliola zu den medizinischen Experten, die regelmäßig in den Medien zum Thema COVID-19 konsultiert werden.  
Während der COVID-19-Pandemie in Frankreich verfasste sie ein Bulletin über die Forschung zu diesem Virus, um über neue wissenschaftliche Publikationen zu berichten. Dieses Bulletin wurde an alle Ärzte der Pariser Krankenhäuser der AP-HP verteilt. 
Im Juli 2020 befürwortete Anne-Claude Crémieux in einem von mehreren Ärzten unterzeichneten Beitrag die Maskenpflicht in geschlossenen öffentlichen Räumen. Im Februar 2021 erschien ihr die auf die Wochenenden beschränkte Ausgangssperre als unzureichende Maßnahme, um die Pandemie zu bremsen. Sie bestätigte die Wirksamkeit des Astrazeneca-Impfstoffs und forderte das Pflegepersonal auf, diesen zu verwenden.

## Auszeichnungen
- 2020: Ritter der Ehrenlegion[2]
- 2016: Mitglied der Académie nationale de médecine[3]
- 2022: Mitglied der Académie des technologies[4]

## Veröffentlichungen
- Guide du bon usage des antibiotiques de l'AP-HP, 1996
- Gouverner l'imprévisible : Pandémie grippale, Sras, crises sanitaires, Lavoisier, 2009